# David Birney
David Bell Birney (ur. 29 maja 1825, zm. 18 października 1864) – amerykański prawnik, generał w Armii Unii w czasie amerykańskiej wojny secesyjnej.

## Młodość
Birney urodził się w Huntsville w stanie Alabama jako syn abolicjonisty Jamesa Birneya z Kentucky. Rodzina Birneyów wróciła do Kentucky w roku 1833, gdzie wyzwoliła swych niewolników. W 1835 roku Birneyowie przenieśli się do Cincinnati, gdzie ojciec zaczął wydawać antyniewolnicze pismo. Otrzymawszy szereg pogróżek ze strony zwolenników niewolnictwa, rodzina przeprowadziła się do stanu Michigan, a w końcu do Filadelfii.
Po ukończeniu Akademii Phillipsa w Andover, David Birney studiował prawo i został przyjęty do palestry. W roku 1856 rozpoczął praktykę adwokacką w Filadelfii i zajmował się tym aż do wybuchu wojny secesyjnej.

## Wojna
Birney wstąpił do armii unijnej wkrótce po incydencie w Fort Sumter w stopniu podpułkownika 23. pensylwańskiego ochotniczego pułku piechoty, jednostki zwerbowanej na własny koszt. Dla przygotowania się do tej roli zaczytywał się na krótko przed wojną tekstami z dziedziny taktyki, strategii i historii wojskowości. 31 sierpnia 1861 roku został awansowany do stopnia pułkownika, a w lutym 1862 generała brygadiera, co zawdzięczał nie umiejętnościom wojskowym lecz koneksjom politycznym. Dowodził brygadą w dowodzonej przez gen. bryg. Philipa Kearny’ego dywizji III Korpusu i odbył z nią kampanię półwyspową. Po bitwie pod Seven Pines został oskarżony o niewykonanie rozkazu przełożonego, generała majora Samuela Heintzelmana, czyli o „zatrzymanie oddziałów o milę przed liniami nieprzyjaciela”, co okazało się zwykłym nieporozumieniem. Birney stanął przed sądem polowym, ale za wstawiennictwem Kearny’ego został oczyszczony z zarzutów i przywrócony do dowództwa.
Birney walczył w II bitwie nad Bull Run w ramach Armii Wirginii gen. mjr. Johna Pope’a. Gdy Kearny poniósł śmierć na polu bitwy, Birney przejął dowodzenie jego dywizją. W związku z wyjazdem do Waszyngtonu, nie wziął udziału w bitwie nad Antietam, ale wkrótce jego dywizja wróciła do Armii Potomaku tuż przed bitwą pod Fredericksburgiem. Tam ponownie miał problem z dyscypliną, odmawiając udzielenia wsparcia dywizji gen. mjr. George’a G. Meade’ego na lewym skrzydle wojsk Unii. Jednakże jeszcze tego samego dnia został pochwalony w raporcie dowódcy III Korpusu, gen. mjr. George’a Stonemana za „eleganckie dowodzenie dywizją” i ponownie uniknął kary. Birney dowodził swą dywizją podczas krwawych bojów pod Chancellorsville, gdzie jego dywizja poniosła większe straty (1607 ludzi) niż jakakolwiek inna. Za „wyróżniającą się postawę” pod Chancellorsville został 20 maja 1863 roku mianowany generałem majorem.
W bitwie pod Gettysburgiem III Korpusem dowodził znany powszechnie gen. mjr. Daniel Sickles. 2 lipca 1863 Sickles – wbrew rozkazom – wycofał korpus z wyznaczonej pozycji obronnej na Cemetery Ridge. Nowa pozycja Birneya rozciągała się od Devil’s Den do pola pszenicy i sadu brzoskwiniowego, leżących na linii zmasowanego ataku konfederatów drugiego dnia bitwy; nie do utrzymania przez pojedynczą dywizję. Pod uderzeniem sił konfederackich generałów Johna B. Hooda i Lafayette’a McLawsa dywizja Birneya została zdziesiątkowana. Dowódca armii, Meade, przysłał posiłki, ale linii nie dało się utrzymać. Jego dywizja – jak i cały korpus – praktycznie przestała istnieć. Patrząc na garstkę ocalałych żołnierzy zbierających się przy nim na Cemetery Ridge Birney szepnął do jednego ze swych oficerów: „Chciałbym już nie żyć”. Sickles został ciężko raniony pociskiem armatnim i Birney przejął tymczasowe dowodzenie korpusem, mimo że sam odniósł dwie lekkie rany. Dowodził jednostką do lutego 1864.
Birney rozpoczął kampanię lądową jako dowódca dywizji w II Korpusie. Wykazawszy się znakomitą postawą w bitwach o Wilderness, pod Spotsylvania Court House (gdzie ponownie został ranny) i Cold Harbor, został 23 lipca 1864 roku mianowany przez gen. por. Ulyssesa S. Granta dowódcą X Korpusu w Armii rzeki James. Jednakże, podczas oblężenia Petersburga Birney zachorował na malarię (według niektórych źródeł na dyzenterię i dur brzuszny). Został odesłany do domu w Filadelfii, gdzie zmarł w trzy miesiące później. Został pochowany na Woodlands Cemetery.